# Kanton Marcq-en-Barœul
Der Kanton Marcq-en-Barœul war bis 2015 ein französischer Kanton im Arrondissement Lille, im Département Nord und in der Region Nord-Pas-de-Calais. Sein Hauptort war Marcq-en-Barœul. Vertreter im Generalrat des Departements war von 1988 bis 2013 Jean-René Lecerf (UMP). Ihm folgte Isabelle Frémaux (ebenfalls UMP) nach.

## Gemeinden
Der Kanton bestand aus zwei Gemeinden:
| Gemeinde        | Einwohner Jahr | Fläche km² | Bevölkerungsdichte | Code INSEE | Postleitzahl |
| --------------- | -------------- | ---------- | ------------------ | ---------- | ------------ |
| Bondues         | 9.904 (2013)   | 13,05      | 759 Einw./km²      | 59090      | 59910        |
| Marcq-en-Barœul | 39.392 (2013)  | 14,04      | 2806 Einw./km²     | 59378      | 59700        |